# Antonie van Noppen
Antonie van Noppen, né le 10 février 1998, est un coureur cycliste néerlandais. Il est membre de l'Universe Cycling Team.

## Biographie
Dans les catégories de jeunes, Antonie van Noppen se concentre d'abord sur le cyclo-cross avant de passer au cyclisme sur route. Il prend notamment la onzième place du championnat des Pays-Bas juniors (moins de 19 ans) en 2017. 
Lors de la saison 2022, il se distingue en finissant cinquième du Tour du Honduras, tout en ayant remporté une étape. Il brille également sur le Tour d'Albanie en terminant deuxième d'une étape et septième du classement général. L'année suivante, il intègre la nouvelle équipe continentale Universe. Sous ses nouvelles couleurs, il termine quatrième du Tour du Sahel, après s'être imposé sur une étape. Il s'agit de son premier succès obtenu sur une compétition inscrite au calendrier de l'UCI,. 

## Palmarès

### Par année
- 2019
  - 3e du championnat de Nouvelle-Zélande du critérium
- 2022
  - 2e étape du Tour du Honduras
- 2023
  - 4e étape du Tour du Sahel

### Classements mondiaux
| Année           | 2021   | 2022   |
| --------------- | ------ | ------ |
| UCI Europe Tour | 1 561e | 1 346e |